# Pagurus
Pagurus is een geslacht van kreeftachtigen, dat fossiel bekend is vanaf het Jura. Tegenwoordig leven er nog zeer vele soorten van dit geslacht.

## Beschrijving
De carapax van deze 3 cm lange heremietkreeft is langgerekt en nauwelijks kalkhoudend. Het abdomen is volledig kalkloos en spiraliseert zich in dezelfde richting als de schelp, die het dier als woning heeft gekozen. De rechterschaar is meestal veel groter dan de linkerschaar. De scharen kunnen worden teruggetrokken en als schild worden gebruikt om de opening van de schelp af te sluiten. Ze worden ook gebruikt voor de voortbeweging. Dit geslacht bewoont ondiepe zeeën op gematigde breedten.

## Soorten
Het geslacht Pagurus bevat de volgende 171 soorten:
- Pagurus acadianus Benedict, 1901
- Pagurus alabamensis Rathbun, 1935 †
- Pagurus alaini Komai, 1998
- Pagurus alatus Fabricius, 1775
- Pagurus albidianthus de Saint Laurent & McLaughlin, 2000
- Pagurus albus (Benedict, 1892)
- Pagurus alcocki (Balss, 1911)
- Pagurus aleuticus (Benedict, 1892)
- Pagurus anachoretoides Forest, 1966
- Pagurus anachoretus Risso, 1827
- Pagurus angustus (Stimpson, 1858)
- Pagurus annexus McLaughlin & Haig, 1993
- Pagurus annulipes (Stimpson, 1860)
- Pagurus arcuatus Squires, 1964
- Pagurus arenisaxatilis Harvey & McLaughlin, 1991
- Pagurus armatus (Dana, 1851)
- Pagurus benedicti (Bouvier, 1892)
- Pagurus beringanus (Benedict, 1892)
- Pagurus bernhardus (Linnaeus, 1758)
- Pagurus boriaustraliensis Morgan, 1990
- Pagurus bouvieri (Faxon, 1895)
- Pagurus brachiomastus (Thallwitz, 1892)
- Pagurus brandti (Benedict, 1892)
- Pagurus brevidactylus (Stimpson, 1859)
- Pagurus brucei (Rathbun, 1926) †
- Pagurus bullisi Wass, 1963
- Pagurus capillatus (Benedict, 1892)
- Pagurus capsularis McLaughlin, 1997
- Pagurus carneus (Pocock, 1889)
- Pagurus carolinensis McLaughlin, 1975
- Pagurus carpoforminatus (Alcock, 1905)
- Pagurus caurinus Hart, 1971
- Pagurus cavicarpus (Paulson, 1875)
- Pagurus chevreuxi (Bouvier, 1896)
- Pagurus compressipes (Mieers, 1884)
- Pagurus comptus White, 1847
- Pagurus conformis (De Haan, 1849)
- Pagurus confragosus (Benedict, 1892)
- Pagurus confusus Komai & Yu, 1999
- Pagurus constans (Stimpson, 1858)
- Pagurus cornutus (Benedict, 1892)
- Pagurus criniticornis (Dana, 1852)
- Pagurus cuanensis Bell, 1845
- Pagurus curacaoensis (Benedict, 1892)
- Pagurus dalli (Benedict, 1892)
- Pagurus dartevellei (Forest, 1958)
- Pagurus decimbranchiae Komai & Osawa, 2001
- Pagurus defensus (Benedict, 1892)
- Pagurus delsolari Haig, 1974
- Pagurus dissimilis (A. Milne-Edwards & Bouvier, 1893)
- Pagurus edwardsii (Dana, 1852)
- Pagurus emmersoni McLaughlin & Forest, 1999
- Pagurus erythrogrammus Komai, 2003
- Pagurus excavatus (Herbst, 1791)
- Pagurus exiguus (Melin, 1939)
- Pagurus exilis (Benedict, 1892)
- Pagurus filholi (De Man, 1887)
- Pagurus fimbriatus Forest, 1966
- Pagurus forbesii Bell, 1845
- Pagurus forceps H. Milne Edwards, 1836
- Pagurus fungiformis Komai & Rahayu, 2004
- Pagurus gladius (Benedict, 1892)
- Pagurus gordonae (Forest, 1956)
- Pagurus gracilipes (Stimpson, 1858)
- Pagurus granosimanus (Stimpson, 1859)
- Pagurus gymnodactylus Lemaitre, 1982
- Pagurus hartae (McLaughlin & Jensen, 1996)
- Pagurus heblingi Nucci & Melo, 2003
- Pagurus hedleyi (Grant & McCulloch, 1906)
- Pagurus hemphilli (Benedict, 1892)
- Pagurus hirsutiusculus (Dana, 1851)
- Pagurus holmi Ng & McLaughlin, 2009
- Pagurus ikedai Lemaitre & Watabe, 2005
- Pagurus imafukui McLaughlin & Konishi, 1994
- Pagurus imaii (Yokoya, 1939)
- Pagurus imarpe Haig, 1974
- Pagurus impressus (Benedict, 1892)
- Pagurus indicus Sarojini & Nagabhushanam, 1972
- Pagurus insulae Asakura, 1991
- Pagurus investigatoris (Alcock, 1905)
- Pagurus iridocarpus de Saint Laurent & McLaughlin, 2000
- Pagurus irregularis (A. Milne-Edwards & Bouvier, 1892)
- Pagurus japonicus (Stimpson, 1858)
- Pagurus kaiensis McLaughlin, 1997
- Pagurus kennerlyi (Stimpson, 1854)
- Pagurus kulkarnii Sankolli, 1962
- Pagurus lanuginosus De Haan, 1849
- Pagurus laurentae Forest, 1978
- Pagurus lepidus (Bouvier, 1898)
- Pagurus leptonyx Forest & de Saiint Laurent, 1968
- Pagurus limatulus Fausto Filho, 1970
- Pagurus liochele (Barnard, 1947)
- Pagurus longicarpus Say, 1817
- Pagurus longimanus Wass, 1963
- Pagurus lophochela Komai, 1999
- Pagurus luticola Komai & Chan, 2006
- Pagurus macardlei (Alcock, 1905)
- Pagurus maclaughlinae Garcia-Gomez, 1982
- Pagurus maculosus Komai & Imafuku, 1996
- Pagurus malloryi Schweitzer & Feldmann, 2001 †
- Pagurus marshi Benedict, 1901
- Pagurus mbizi (Forest, 1955)
- Pagurus meloi Lemaitre & Cruz Castano, 2004
- Pagurus mertensii Brandt, 1851
- Pagurus middendorffii Brandt, 1851
- Pagurus minutus Hess, 1865
- Pagurus moluccensis Haig & Ball, 1988
- Pagurus nanodes Haig & Harvey, 1991
- Pagurus nesiotes Haig & McLaughlin, 1991
- Pagurus nigrivittatus Komai, 2003
- Pagurus nigrofascia Komai, 1996
- Pagurus nipponensis (Yokoya, 1933)
- Pagurus nisari Siddiqui & Komai, 2008
- Pagurus novizealandiae (Dana, 1852)
- Pagurus ochotensis Brandt, 1851
- Pagurus parvispina Komai, 1997
- Pagurus parvus (Benedict, 1892)
- Pagurus pectinatus (Stimpson, 1858)
- Pagurus pergranulatus (Henderson, 1896)
- Pagurus perlatus H. Milne Edwards, 1848
- Pagurus pilosipes (Stimpson, 1858)
- Pagurus pilsbryi Roberts, 1962 †
- Pagurus pitagsaleei McLaughlin, 2002
- Pagurus politus (Smith, 1882)
- Pagurus pollicaris Say, 1817
- Pagurus prideaux Leach, 1815
- Pagurus protuberocarpus McLaughlin.1982
- Pagurus provenzanoi Forest & de Saint Laurent, 1968
- Pagurus proximus Komai, 2000
- Pagurus pubescens Krøyer, 1838
- Pagurus pubescentulus (A. Milne-Edwards & Bouvier, 1892)
- Pagurus pulchellus (A. Milne-Edwards & Bouvier, 1892)
- Pagurus pycnacanthus (Forest, 1955)
- Pagurus quaylei Hart, 1971
- Pagurus quinquelineatus Komai, 2003
- Pagurus rathbuni (Benedict, 1892)
- Pagurus redondoensis Wicksten, 1982
- Pagurus retrorsimanus Wicksten & McLaughlin, 1998
- Pagurus rhabdotus Haig & Harvey, 1991
- Pagurus rotundimanus Wass, 1963
- Pagurus ruber (A. Milne-Edwards & Bouvier, 1892)
- Pagurus rubrior Komai, 2003
- Pagurus samoensis (Ortmann, 1892)
- Pagurus samuelis (Stimpson, 1857)
- Pagurus setosus (Benedict, 1892)
- Pagurus similimanus (Balss, 1921)
- Pagurus similis (Ortmann, 1892)
- Pagurus simulans Komai, 2000
- Pagurus sinuatus (Stimpson, 1858)
- Pagurus smithi (Benedict, 1892)
- Pagurus souriei (Forest, 1952)
- Pagurus spighti McLaughlin & Haig, 1993
- Pagurus spilocarpus Haig, 1977
- Pagurus spina Komai, 1994
- Pagurus spinulentus (Henderson, 1888)
- Pagurus stevensae Hart, 1971
- Pagurus sticticus McLaughlin, 2008
- Pagurus stimpsoni (A. Milne-Edwards & Bouvier, 1893)
- Pagurus tanneri (Benedict, 1892)
- Pagurus townsendi (Benedict, 1892)
- Pagurus traversi (Filhol, 1885)
- Pagurus triangularis (Chevreux & Bouvier, 1892)
- Pagurus trichocerus Forest & de Saint Laurent, 1968
- Pagurus trigonocheirus (Stimpson, 1858)
- Pagurus tristanensis (Henderson, 1888)
- Pagurus tuberculosus Harvey, 1998 †
- Pagurus undosus (Benedict, 1892)
- Pagurus venturensis Coffin, 1957
- Pagurus vetaultae Harvey & McLaughlin, 1991
- Pagurus villosus Nicolet, 1849
- Pagurus virgulatus Haig & Harvey, 1991